# 霹雳增三
霹雳增三（5 Psc / 双鱼座A）是双鱼座的一颗高自行恒星，视星等为+5.40，距离地球约265光年。